# 田辺清

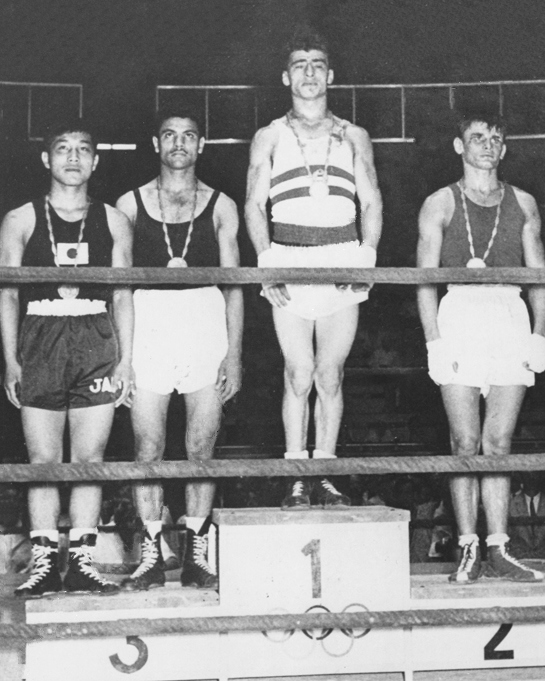
田辺清

田辺 清（たなべ きよし、1940年10月10日 - ）は、日本の元プロボクサー。青森県青森市出身。1960年ローマオリンピックのフライ級銅メダリスト。不運な判定により五輪金メダルを懸けた決勝進出を妨げられ、プロ転向後は技術とパワーのバランスの取れた逸材として世界王座を嘱望されたが、世界挑戦を前に網膜剥離を発症し無敗のまま引退。

## 来歴
1958年、青森工業高校でボクシングを始め、高校日本一となった。
中央大学に進学。大学でアルバイトをしながら競技に打ち込み、国内タイトルを総なめにする。2年後輩に1964年東京オリンピック・バンタム級金メダリストとなった桜井孝雄がおり、公式戦では2度戦い、いずれも田辺が勝利。1962年の第17回岡山国体では、青森代表の田辺が階級を上げてバンタム級で出場し、千葉代表の桜井にポイント勝ちを収めた。この試合は田辺にとって120戦のアマキャリアで最後の試合となっている。
1960年、ローマオリンピック、フライ級で銅メダルを獲得。
卒業後は日刊スポーツに入社するが、半年で退社。プロ転向を決意する。
1963年12月4日、田辺ジム所属でプロデビュー。
1965年10月25日、14戦目で日本フライ級王者滑川明石に挑戦し、10回判定勝ちで王座を獲得した。同王座は2度の防衛に成功した。1965年からの2年間、田辺のトレーナーはボビー・リチャードが務めていたが、後に韓国初の世界チャンピオンとなる金基洙を育てるため韓国へ渡り田辺の下を離れてしまった。代わりのトレーナーとは相性が合わず、1967年2月からエディ・タウンゼントが田辺のトレーナーとなる。
同年2月20日、ノンタイトル10回戦で、当時の世界フライ級王者オラシオ・アカバリョ（アルゼンチン）に6回TKO勝ち。同王者との世界王座を賭けた試合も決定していたが、右目に網膜剥離を発症。2年間の手術療養の甲斐なく失明し、無敗のまま現役引退。田辺に代わってアカバリョの世界王座に挑戦したのは返り咲きを目指した海老原博幸であった。
網膜剥離で世界戦が実現しなかったため、田辺がエディに教わった期間はわずか20日間だけであったが、二宮清純が2011年に行ったインタビューで、田辺はエディとの出会いを「一番の邂逅ですよ。難攻不落と言われたアカバリョに、海老原（博幸）、高山（勝義）でも勝てなかったアカバリョに勝たせてくれた。この感謝の気持ちは言葉では言い尽くせないね。エディさんの教えは、今でも心の中に深くしみこんでいますよ。」と述懐している。一方、多数の名ボクサーを育てたエディは生前「一番かわいそうはタナベね」と度々語っていた。

## 獲得タイトル
- 第16代日本フライ級王座（2度防衛）